# Bakuła (gromada)
Bakuła – dawna gromada, czyli najmniejsza jednostka podziału terytorialnego Polskiej Rzeczypospolitej Ludowej w latach 1954–1972.
Gromady, z gromadzkimi radami narodowymi (GRN) jako organami władzy najniższego stopnia na wsi, funkcjonowały od reformy reorganizującej administrację wiejską przeprowadzonej jesienią 1954 do momentu ich zniesienia z dniem 1 stycznia 1973, tym samym wypierając organizację gminną w latach 1954–1972.
Gromadę Bakuła z siedzibą GRN w Bakule utworzono – jako jedną z 8759 gromad na obszarze Polski – w powiecie przasnyskim w województwie warszawskim, na mocy uchwały nr VI/10/16/54 WRN w Warszawie z dnia 5 października 1954. W skład jednostki weszły obszary dotychczasowych gromad Bakuła, Błędowo, Kucieje, Oborczyska, Orzełek, Ramiona, Rycica, Wola Błędowska i Ziomek ze zniesionej gminy Baranowo w tymże powiecie. Dla gromady ustalono 23 członków gromadzkiej rady narodowej.
31 grudnia 1959 do gromady Bakuła przyłączono obszar zniesionej gromady Brodowe Łąki w tymże powiecie (bez wsi Nowa Wieś, Ostrówek, Rawki Rzodkiewnica i Wierzbowizna).
31 grudnia 1961 gromadę zniesiono, włączając jej obszar do gromady Baranowo w tymże powiecie, oprócz wsi Błędowo, Brodowe Łąki, Dąbrowa, Guzowatka i Wola Błędowska, które włączono do nowo utworzonej gromady Brodowe Łąki tamże.